# Primulina semicontorta
Primulina semicontorta là một loài thực vật có hoa trong họ Tai voi (Gesneriaceae). Loài này có ở Quảng Ninh (Việt Nam); được François Pellegrin mô tả khoa học đầu tiên năm 1930 dưới danh pháp Chirita semicontorta. Năm 2011, Mich.Möller & A.Weber chuyển nó sang chi Primulina.